# Астрална подмуклост: Поглавље 4
Астрална подмуклост: Поглавље 4 (енгл. Insidious: The Last Key) је амерички натприродни хорор филм из 2018, режисера Адама Робитела и сценаристе Лија Ванела наставак филма Астрална подмуклост: Поглавље 3 и преднаставак филмова Астрална подмуклост и Астрална подмуклост: Поглавље 2. Лин Шеј се вратила у главну улогу, медијума Елизе Рајнер, која је у овом филму и централни лик.
Осим Елизе, од ликова из претходних делова вратили су се њени помоћници, Спекс и Такер, који у овом делу након наставка сарадња с њом, почињу да живе заједно. Већина ликова из првог дела има камео улогу, пошто се четврти део завршава тамо где први почиње, тако да имају поједине заједничке тренутке у радњи.
Радња филма се фокусира на демонолога Елизу Рајнер, која се у претходним деловима излазила на крај с многобројним демонима, с тим што се овај део осврће и на њену прошлост, поготово на тешко детињство поред оца који ју је злостављао због способности које је имала откако је рођена.
Филм је остварио мали пад по оценама критичара у односу на своје претходнике, али је зато остварио убедљиво највећу зараду од свих филмова из франшизе, тако што је с буџет од 10 милиона долара успео да заради чак 17 пута више новца. Због финансијског успеха филма, најављено је да ће ускоро почети писање сценарија и за 5. поглавље, које ће највероватније бити директан наставак другог, пошто се четврти део завршава тамо где први почиње, па није остало више времена између дешавања из трећег и првог поглавља.

## Радња
50—их година прошлог века, Елиза Рајнер је 10-годишња девојчица која живи заједно са својим братом Кристијаном, мајком Одри и оцем Гералдом, који ради у локалном затвору. На Елизину жалост, њен отац нема разумевања за њене парапсихолошке способности, због чега је једне вечери претуче. У очајању, Елиза случајно ослободи Демона с кључевима, који је убрзо поседне и убија њену мајку. Прошло је неколико година, Елизу и њеног брата отац и даље злоставља, због чега се она одлучује да напусти кућу, тако оставивши Кристијана самог.
Радња филма се потом пребацује након догађаја из трећег дела. Након што је успешно уништила „Демона који не може да дише”, који је покушао да убије Квин Бренер, Елиза добија позив из њој врло добро познатог места — мало насеље Пет кључева у Новом Мексику, где је одрасла. Позив добија од Теда Гарзе, који од ње тражи помоћ због демона који га прогоне након што се уселио у њену некадашњу кућу.
Наредног јутра она креће на пут са своја 2 сарадника, Такером и Спексом. Елиза ће имати и изненадан сусрет са својим братом и његовим ћеркама, када сазнаје да су на једну од њих прешле њене моћи.
На крају, Елиза схвата да је њен отац све време био под утицајем Демона са кључевима и да би га уништила Елиза позива у помоћ дух своје мајке.

## Улоге
| Глумац                            | Улога              |
| --------------------------------- | ------------------ |
| Лин Шеј Ава Колкер Хана Хејз      | Елиза Рајнер       |
| Ангус Сампсон                     | Такер              |
| Ли Ванел                          | Спекс              |
| Спенсер Лок                       | Мелиса Рајнер      |
| Кејтлин Џерард                    | Имоџен Рајнер      |
| Брус Дејвисон Пирс Поп Томас Роби | Кристијан Рајнер   |
| Кирк Асеведо                      | Тед Гарза          |
| Џош Стјуарт                       | Гералд Рајнер      |
| Теса Ферер                        | Одри Рајнер        |
| Алеке Рејд                        | Ана                |
| Џавијер Ботет                     | Демон са кључевима |
| Патрик Вилсон                     | Џош Ламберт        |
| Маркус Хендерсон                  | детектив Витфилд   |
| Аманда Џарос                      | Мара Џенингс       |
| Барбара Херши                     | Лорејн Ламберт     |
| Роуз Берн                         | Рене Ламберт       |
| Ти Симпкинс                       | Далтон Ламберт     |
| Џозеф Бишара                      | Демон црвеног лица |
| Ајуб Вено                         | дух                |